# Sérgio Luís de Carvalho
Sérgio Luís de Carvalho (Lisboa, 2 de julho de 1959), é um historiador e escritor português. Licenciou-se em História pela Faculdade de Letras da Universidade de Lisboa em 1981. Também obteve um mestrado em História Medieval pela Faculdade de Ciências Sociais e Humanas da Universidade Nova de Lisboa em 1988. 
As suas obras literárias inserem-se na vertente de Romance Histórico, sendo considerado pela crítica portuguesa como um dos reputados autores nacionais. Escreveu ainda várias obras de investigação/divulgação histórica e livros juvenis, igualmente de teor histórico. Algumas das suas obras estão traduzidas e publicadas em França, Itália, Turquia, Estados Unidos e Espanha (em espanhol e galego). Tem textos e contos traduzidos e publicados em coletâneas literárias em Portugal, Espanha e Brasil.  

## Publicações

### Romances:
- Anno Domini 1348
- As Horas de Monsaraz
- El-Rei Pastor
- Os Rios da Babilónia

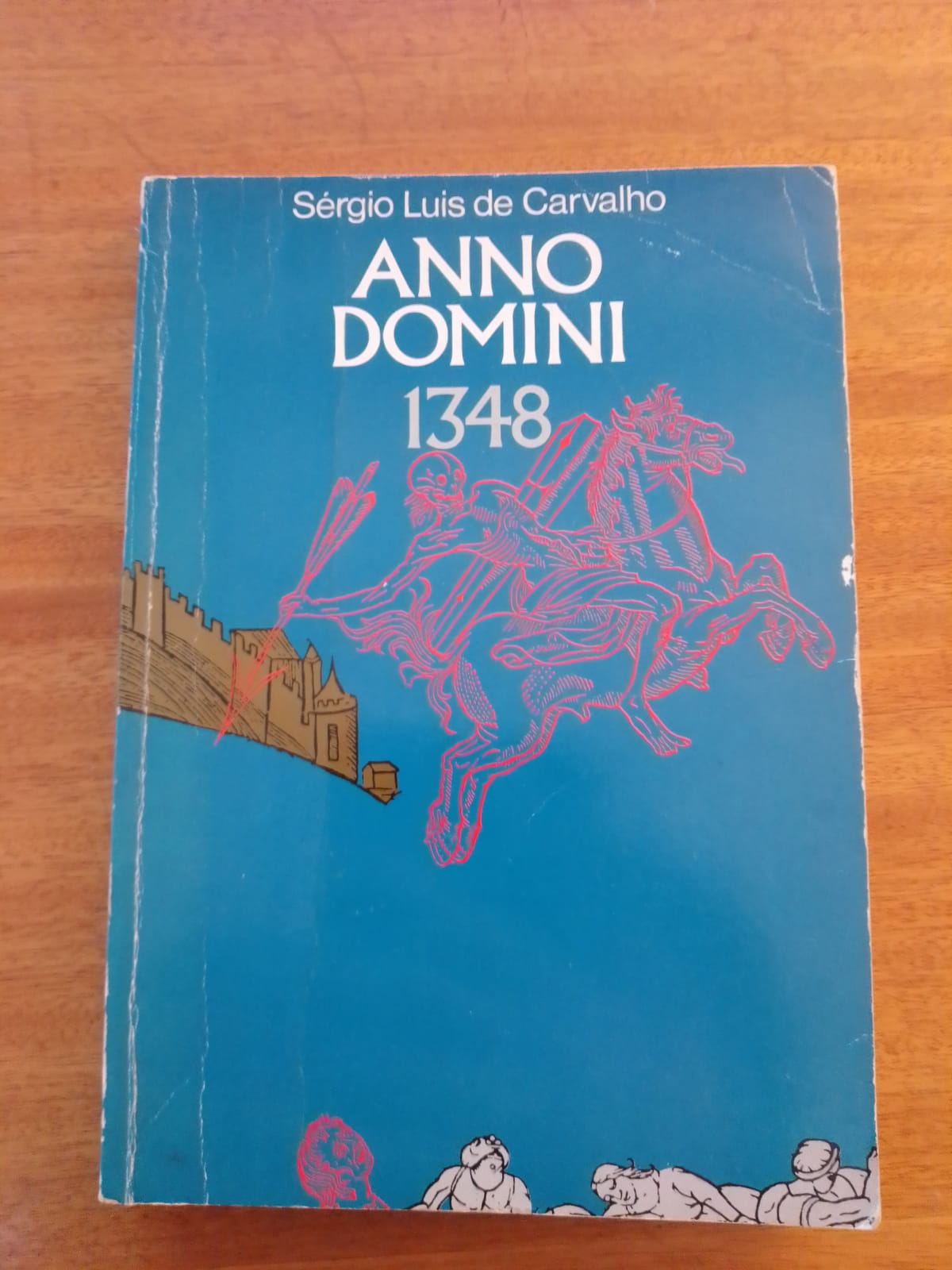
Capa "Anno Domini 1348"

- Retrato de S.Jerónimo no seu Estúdio
- Os Peregrinos sem Fé
- O Retábulo de Geneva
- O Destino Do Capitão
- O Segredo de Barcarrota
- O Exílio do Último Liberal
- A Última Noite em Lisboa
- Ouro Preto
- O Rinoceronte do Rei
- A Dança dos Loucos

### Investigação Histórica:
- História de Sintra
- Assistência e Medicina Portugal Medieval
- Iniciação à Heráldica Portuguesa
- As Palavras do Pão
- Cidades Medievais Portuguesas
- Nas Bocas do mundo
- O Rei embevedado de amor…
- Foi mesmo assim que aconteceu?
- Dicionário de Insultos
- Os Dias Mais Perigosos da Nossa História
- Equívocos Enganos e Falsificações
- Quem se Atreveu a Tanto
- Não me chames de…
- Traidores e Traições na História
- Aventuras e Aventureiros
- Histórias de Portugal em 40 Objetos
- Na Ponta da Língua
- Lisboa Nazi
- Portugal na Idade Média
- Lisboa Judaica
- Quando o Coração Ordena
- Lisboa Árabe
- Das Tripas Coração
- Lisboa Maldita

## Prémios
Em 1989, o seu primeiro romance Anno Domini 1348, ganhou o Prémio Literário Ferreira de Castro. A sua tradução para francês foi finalista de dois prémios literários europeus: o Prémio Literário Jean Monnet de Literatura Europeia -em 2004- e o Prémio Amphi de Literatura Europeia -em 2005-. 